# Municipio de Franklin (condado de Susquehanna)
El municipio de Franklin (en inglés: Franklin Township) es un municipio ubicado en el condado de Susquehanna en el estado estadounidense de Pensilvania. En el año 2000 tenía una población de 938 habitantes y una densidad poblacional de 15 personas por km².

## Geografía
El municipio de Franklin se encuentra ubicado en las coordenadas 41°52′29″N 75°49′59″O / 41.87472, -75.83306.

## Demografía
Según la Oficina del Censo en 2000 los ingresos medios por hogar en la localidad eran de $33,125 y los ingresos medios por familia eran $34,167. Los hombres tenían unos ingresos medios de $26,776 frente a los $21,875 para las mujeres. La renta per cápita para la localidad era de $14,866. Alrededor del 9,3% de la población estaban por debajo del umbral de pobreza.